# 2016年洛克哈特热气球坠毁事故
2016年洛克哈特热气球坠毁事故發生於2016年7月30日，一架热气球在美国德克萨斯州首府奥斯丁以南30英里处（约50公里）洛克哈特附近的非建制社区麦斯韦尔起火坠毁，16名乘员遇难。这是美国伤亡最惨重的热气球灾难和自2009年科尔根航空3407号班机以来美国本土死伤最严重的航空事故，也是全球仅次于2013年埃及卢克索热气球事故的损失第二大惨重的热气球事故。

## 航空器
涉事航空器属Kubicek BB85Z型热气球，注册编号N2469L，制造商序列号1076。它隶属于大奥斯丁地区的德克萨斯州之心气球旅行公司(Heart of Texas Balloon Ride）。

## 事故
当地时间7时40分（12:40 UTC），气球在德克萨斯州洛克哈特附近的一块田地坠毁，所有乘客遇难。气球被附近的电线拦下，据报救援人员赶到现场时篮子曾冒火。7时44分，救援服务接到“疑似车辆事故”的报警。抵达后，救援人员表示据报着火的“明显”是热气球的吊篮部分。目击者称听到两下“噼啪”声时曾以为是枪声。报告称热气球在原定一个小时的飞行将近过半时失联。据认为，气球与电线相撞。气球的塑料皮落在起火吊篮东北方1210米处，航空器覆盖了约15公里的距离。

## 调查
联邦航空管理局派出调查人员前往现场。国家运输安全委员会将接管他们的调查。联邦调查局人员到场为运输委员会的调查保存证物。事件被委员会定性为“重大事故”。废墟中有14台私人电子设备（手机、一台iPad和多台摄像机）被检获，均交由联邦调查局恢复数据。
德克萨斯州公共安全部在初步调查报告中表示，调查人员相信热气球是撞上电线而起火的。

## 后续
8月1日，老板在事件中遇难的涉事公司宣布暂停营业。